# Karin Röding
Karin Margareta Röding, född 12 juli 1955 i Malmö, är en svensk tandläkare, medicine doktor och ämbetsman. Hon var generaldirektör för Universitets- och högskolerådet (UHR) mellan den 1 april 2018 och 9 september 2020.

## Biografi
Röding är utbildad tandläkare och specialist i endodonti. Hon är forskarutbildad vid Karolinska institutet och avlade licentiatexamen 2001 samt disputerade 2005 på en avhandling om urval till högre utbildning med titeln: University admission based on tests and interviews: implementation and assessment. Hon innehar även en masterexamen i statsvetenskap från Lunds universitet från 1993. 
Röding har haft flera uppdrag i SUHF, Sveriges universitets- och högskoleförbund, bland annat som ordförande i expertgruppen för studieadministrativa frågor. Hon var 2013–2016 ledamot av SUHF:s styrelse. Röding har varit ordförande i styrelsen för VHS (Verket för högskoleservice) 2011–2012 och styrelseledamot i Södertörns högskola 2010–2013 och Högskolan i Halmstad 2007–2013. Åren 2013–2016 var Röding ledamot i styrelserna för Arbetsgivarverket och Vinnova, och vice ordförande i Universitets- och högskolerådets styrelse (UHR). Sedan 2022 är Röding ledamot i styrelsen för Linnéuniversitetet.   
2016-2018 tjänstgjorde Röding som statssekreterare vid utbildningsdepartementet. Röding var statssekreterare till statsrådet Helene Hellmark-Knutsson med ansvar för högre utbildning, forskning och rymdfrågor. 
Från 1 april 2011 till 16 januari 2016 var Röding rektor vid Mälardalens högskola. Hon har tidigare varit chef och departementsråd för Universitets- och högskoleenheten i Utbildningsdepartementet och universitetsdirektör vid Uppsala universitet. Hon har också varit universitetsdirektör vid Karolinska institutet. Under åren 2007 till 2011 var hon extern ledamot i det Danska Ackrediteringsrådet. Hon var 2009–2016 ledamot av styrelsen i Norges teknisk-naturvetenskapliga universitet (NTNU) i Trondheim. Under perioden 2013–2016 var hon extern ledamot i det danska Rådgivande udvalget för vidaregående uddannelse (RUVU). 
Regeringen utnämnde Karin Röding till generaldirektör och chef för Universitets- och högskolerådet den 22 februari 2018 där hon efterträdde Ulf Melin. Hon avgick den 9 september 2020 på grund av de olika politiska besluten om genomförandet av Högskoleprovet hösten 2020, där Röding menar att "Politik har gått före hälsa".

## Utmärkelser
- Kommendör av Isländska Falkorden (KIFO)